# 垂足曲線

点Pに対する曲線Cの垂足の幾何学的な構築

垂足曲線（すいそくきょくせん、英: pedal curve）は、曲線の接線に対する、固定された点の直交射影が成す曲線である。より正確に言えば、平面曲線Cと点P （Pedal point）について、Pを通るCの接線の垂足（接線と垂線の交点）Xの軌跡を垂足曲線という。逆に、曲線C上の任意の点Rで接する接線Tのある垂線が、ある点Pを通るなら、その接線の垂足は垂足曲線を成す。 
垂足曲線を補完するために、四角形PXRYが長方形となるように点Yを取る。点Yの軌跡はcontrapedal curveと呼ばれる。
曲線のorthotomicは、Pを拡大の中心として垂足を2倍に拡大した曲線である。これは、Pを接線Tで鏡映した点の軌跡である。
垂足曲線は、曲線Cnの垂足曲線をCn+1として、C0,C1,C2,C3...と定義していったときの一連の曲線の最初の曲線である。この曲線内で、CnをC0の n th positive pedal curveという。逆にC0はCnのn番目の負垂足線 （nth negative curve） または逆垂足曲線と呼ばれる。

## 方程式

### 直交座標によるアプローチ
Pを原点とする。また、曲線CをF(x, y)=0とする。C上の点R=(x0, y0)の接線は次の形で書くことができる。
{\displaystyle \cos \alpha x+\sin \alpha y=p}
このとき位置ベクトル(cos α, sin α)は線分PX（接線の垂線）と平行で長さが等しい。したがって、Xは極座標で(p, α) と表せる。(p, α)を(r, θ)で置き換えると極形式の垂足曲線の形を得る。

楕円（黒）の垂足曲線（赤）。楕円はa=2,b=1で垂足曲線は4x^{2}+y^{2}=(x^{2}+y^{2})^{2}。

例として、楕円の垂足曲線を挙げる。楕円の方程式は次の式で表される。
{\displaystyle {\frac {x^{2}}{a^{2}}}+{\frac {y^{2}}{b^{2}}}=1}
楕円上の点R=(x0, y0)における接線は
{\displaystyle {\frac {x_{0}x}{a^{2}}}+{\frac {y_{0}y}{b^{2}}}=1}
である。これを上記の形に書き換えると次のようになる。
{\displaystyle {\frac {x_{0}}{a^{2}}}={\frac {\cos \alpha }{p}},\,{\frac {y_{0}}{b^{2}}}={\frac {\sin \alpha }{p}}.}
楕円の方程式からx0, y0を消去して
{\displaystyle a^{2}\cos ^{2}\alpha +b^{2}\sin ^{2}\alpha =p^{2},\,}
を得る。(r, θ)に置き換えると
{\displaystyle a^{2}\cos ^{2}\theta +b^{2}\sin ^{2}\theta =r^{2},\,}
となる。この式は容易にデカルト座標の方程式に置き換えることができる。
{\displaystyle a^{2}x^{2}+b^{2}y^{2}=(x^{2}+y^{2})^{2}.\,}

### 極方程式によるアプローチ
Pを原点とする。曲線Cを極座標r=f(θ)で与える。R=(r, θ)をC上の点、X=(p, α)を前項と同様に定義する。ψを接線及び動径の偏角として、
{\displaystyle r={\frac {dr}{d\theta }}\tan \psi }
より
{\displaystyle p=r\sin \psi ,\quad \alpha =\theta +\psi -{\frac {\pi }{2}}.}
これらの方程式は(r, θ)を垂足曲線の等式の変数(p, α)に置き換えることができる。
例として、円r = a cos θの垂足曲線を考える。
{\displaystyle a\cos \theta =-a\sin \theta \tan \psi }
であるから
{\displaystyle \tan \psi =-\cot \theta ,\,\psi ={\frac {\pi }{2}}+\theta ,\alpha =2\theta .}
と、
{\displaystyle p=r\sin \psi \ =r\cos \theta =a\cos ^{2}\theta =a\cos ^{2}{\alpha  \over 2}.}
が成り立つ。これらを解いて、
{\displaystyle r=a\cos ^{2}{\theta  \over 2}.}

### 垂足方程式によるアプローチ
曲線の垂足座標による表示と垂足曲線は深い関係にある。原点Pをpedal pointとして取る。R における動径と曲線の成す角ψは、垂足曲線の対応するXにおける角と等しい。pを垂線の長さ（Pから垂足Xまでの距離PX）、qを対応する垂足曲線のPを通る垂線の長さとすれば、三角形の相似より、
{\displaystyle {\frac {p}{r}}={\frac {q}{p}}.}
これより、曲線の垂足方程式をf(p, r)=0として、垂足曲線の垂足方程式は次の式で表せる。
{\displaystyle f(r,{\frac {r^{2}}{p}})=0}
この式から曲線のnth positive/negative pedal curveの垂足方程式は簡単に求めることができる

### パラメトリック方程式によるアプローチ

同じ楕円のContrapedal curve

楕円のエボリュート曲線の垂足曲線。楕円のcontrapedal curveと一致する。

{\displaystyle {\vec {v}}=P-R}とする。また、{\displaystyle {\vec {v}}}を接線ベクトルと法線ベクトルに分解して次のように書く。
{\displaystyle {\vec {v}}={\vec {v}}_{\parallel }+{\vec {v}}_{\perp }},
{\displaystyle {\vec {v}}_{\parallel }}はRX方向のベクトルとなる。
tをパラメタとして曲線cの垂足曲線のパラメトリック方程式は
{\displaystyle t\mapsto c(t)+{c'(t)\cdot (P-c(t)) \over |c'(t)|^{2}}c'(t)}
で表される（c'が0または定義できない点は無視する）。
曲線を媒介的に定義して、pedal pointが(0,0)である曲線の垂足曲線は、
{\displaystyle X[x,y]={\frac {(xy'-yx')y'}{x'^{2}+y'^{2}}}}
{\displaystyle Y[x,y]={\frac {(yx'-xy')x'}{x'^{2}+y'^{2}}}.}
と表せる。contrapedal curveは次の式で与えることができる。
{\displaystyle t\mapsto P-{c'(t)\cdot (P-c(t)) \over |c'(t)|^{2}}c'(t)}
同じpedal pointでは、contrapedal curveは曲線の縮閉線の垂足曲線と一致する。

## 幾何学的な性質
点Pを通る直線と、曲線の接線が直角を成すような剛体移動を考える。この角の頂点Xは曲線とPの垂足曲線をたどる。角が動けばPに対する動く方向はPXと平行になり、Rの動く方向は接線T (=RX)に平行になる。したがって瞬間中心は、PXのPを通る垂心と、RXのRを通る垂線の交点Yである。Xにおける垂足曲線の接線はXYのXを通る垂線と一致する。
直径をPRとする円は長方形PXRYに外接し、またXYを直径に持つ。したがって円と垂足曲線はどちらもXYと直交し、Xで接する。 故に、垂足曲線はもとの曲線上の点をRとして、直径をPRとする円の包絡線となる。
直線YRは曲線の法線であり、その包絡線は曲線の縮閉線である。故にYRは縮閉線の接線で、YはPを通る縮閉線の接線の垂足である。つまりYは縮閉線の垂足曲線である。よってcontrapedal curveは元の曲線の縮閉線の垂足曲線であることが従う。
CをPを中心に2倍縮小した図形をC'とする。 Rに対応する点R'は長方形PXRYの中心であり、R'におけるC'の接線はPY,XRと平行な直線で、長方形を二等分する。Pから発射され、R'で C'に衝突して反射する交線はYを通る。この反射された交線はCの垂足曲線と直交する直線であるXYと一致する。垂足曲線に直交する直線の包絡線は、反射された交線の包絡線、C'の火線となる。 これは、曲線の火線はorthotomicの縮閉線と一致することの証明に使われる。
前述の様に、PRを直径とする円が垂足曲線に接する。この円の中心R'はである。
D'をC',D'の共通接線で鏡映の関係にある合同な曲線として、輪転曲線の定義の様に、C'上を滑らせずに転がす。ニ曲線が点R'で接するとすれば、 Pと対応する点はXとなる。また輪転曲線は垂足曲線となる。同様に、曲線のorthotomicは輪転曲線の鏡映像の輪転曲線となる。 

### 例
Cが円であるとき、上記の議論から蝸牛形は以下の様な定義ができる。
- 円の垂足曲線。

蝸牛形 - 円の垂足曲線

- ある固定点と円上の点を直径の両端とする円の包絡線。
- 中心が円上にあり固定点を通る円の包絡線。
- 同半径の円上を転がる円の輪転曲線。

円の火線は蝸牛形の縮閉線である。

## 例
有名な曲線の垂足曲線を挙げる。
| 曲線             | 方程式                                                             | 垂足点     | 垂足曲線                                                                                             |
| ---------------- | ------------------------------------------------------------------ | ---------- | --- |
| 円               |                                                                    | 円周上の点 | カージオイド                                                                                         |
| 円               |                                                                    | 任意の点   | 蝸牛形（リマソン）                                                                                   |
| 放物線           |                                                                    | 焦点       | 頂点における接線                                                                                     |
| 放物線           |                                                                    | 頂点       | ディオクレスのシッソイド                                                                             |
| デルトイド       |                                                                    | 中心       | Trifolium                                                                                            |
| 楕円または双曲線 |                                                                    | 焦点       | 副円                                                                                                 |
| 楕円または双曲線 | {\displaystyle {\frac {x^{2}}{a^{2}}}\pm {\frac {y^{2}}{b^{2}}}=1} | 中心       | {\displaystyle {a^{2}}\cos ^{2}\theta \pm {b^{2}}\sin ^{2}\theta =r^{2}} (Hippopede)                 |
| 直角双曲線       |                                                                    | 中心       | ベルヌーイのレムニスケート                                                                           |
| 対数螺旋         |                                                                    | 極         | 対数螺旋                                                                                             |
| 正弦波螺旋       | {\displaystyle r^{n}=a^{n}\cos n\theta }                           | 極         | {\displaystyle r^{\tfrac {n}{n+1}}=a^{\tfrac {n}{n+1}}\cos {\frac {n}{n+1}}\theta } (別の正弦波螺旋) |